# Zhong Honglian
Zhong Honglian (27 de outubro de 1967) é uma ex-futebolista chinesa, que atuava como goleira medalhista olímpica.

## Carreira
Zhong Honglian integrou o elenco da Seleção Chinesa de Futebol Feminino, nas Olimpíadas de 1996, que ficou em segundo lugar. 